# Bongzilla
I Bongzilla sono un gruppo stoner metal e sludge metal statunitense di Madison (Wisconsin).

## Storia
La band è stata fondata nel 1995 e nei tre anni seguenti ha registrato e pubblicato una dozzina di brani tramite EP e split. Nel 1996 i Bongzilla hanno registrato presso gli Austin Enterprises Studios un demo, sotto la direzione del leader dei Today Is The Day, Steve Austin. Questo demo e gli altri brani registrati in questo periodo arrivarono fino alla Relapse Records e portarono alla firma di un contratto. Nel 1998 il gruppo intraprese un tour nordamericano in supporto degli Unsane, compagni di etichetta e pubblicò il primo album, Methods For Attaining Extreme Altitudes.
Nel 1999 I Bongzilla pubblicarono il secondo album, intitolato Stash. Il disco uscì il 20 aprile (4:20, l'ora e il giorno della marijuana) e il caso volle che il numero di catalogo fosse “6420”. Nel 2000 è uscito ‘'Apogee'’, una compilation contenente tre brani in studio e quattro dal vivo.
‘'Gateway'’ è uscito nel 2002 ed è a oggi considerato il miglior disco del gruppo: il titolo fa riferimento al termine ‘gateway drug’, che incarna l'accusa mossa alla marijuana di essere una droga leggera che farebbe da ‘ponte’ verso le droghe pesanti. L'album mette in mostra forti influenze derivate dagli Electric Wizard di Dopethrone, ma i Bongzilla sembrano sfoggiare un sound più americano, compatto e disturbante. La copertina di ‘'Gateway'’ è stata concepita e realizzata dal collettivo italiano ‘'Malleus'’, i cui membri fanno parte degli Ufomammut.
Nel 2005 i Bongzilla hanno pubblicato ‘'Amerijuanican'’, il primo album con il bassista "Dixie" Dave Collins, che suona anche nelle band sludge metal Weedeater, Buzzov*en e Sourvein.

## Il nome
Il nome dei Bongzilla è chiaramente riferito alla marijuana; il gruppo ne promuove attivamente la legalizzazione nel mondo. I Bongzilla hanno suonato in diversi festival musicali in favore della marijuana, quali Weedstock (per il quale hanno fornito un brano contenuto nella compilation ‘'Weedstock Vol. 1 CD'’) e Harvestfest. I titoli degli album (Methods for Attaining Extreme Altitudes, Stash, Gateway, Amerijuanican), così come i titoli dei brani (Smoke/I Love Maryjane, Sacred Smoke, 666lb. Bongsession o Champagne & Reefer) fanno direttamente riferimento all'utilizzo della marijuana per alterare la percezione della realtà e alla sua legalizzazione.

## Formazione

### Formazione attuale
- Mike Makela ("Muleboy") - voce, basso
- Jeff Schultz ("Spanky") - chitarra
- Mike Henry ("Magma") - batteria

### Ex componenti
- Nate Dethlefsen - basso
- Dave Collins ("Dixie") - basso
- Cooter Brown ("Black Bong") - basso
- Nate Bush - basso

## Discografia
Album in studio
- 1999 - Stash
- 2000 - Apogee
- 2002 - Gateway
- 2005 - Amerijuanican
- 2021 - Weedsconsin
- 2023 - Dab City

EP
- 1996 - Mixed Bag
- 1998 - Methods for Attaining Extreme Altitudes

Raccolte
- 2001 - Shake: The Singles

Live
- 2004 - Live from the Relapse Contamination Festival